# ピリジン-N-メチルトランスフェラーゼ
ピリジン-N-メチルトランスフェラーゼ(Pyridine N-methyltransferase、EC 2.1.1.87)は、以下の化学反応を触媒する酵素である。
S-アデノシル-L-メチオニン + ピリジン{\displaystyle \rightleftharpoons }S-アデノシル-L-ホモシステイン + N-メチルピリジニウム
従って、この酵素の2つの基質はS-アデノシル-L-メチオニンと ピリジン、2つの生成物はS-アデノシル-L-ホモシステインとN-メチルピリジニウムである。
この酵素は、転移酵素、特に1炭素基を転移させるメチルトランスフェラーゼのファミリーに属する。系統名は、S-アデノシル-L-メチオニン:ピリジン N-メチルトランスフェラーゼである。その他よく用いられる名前に、pyridine methyltransferase等がある。